# ولیگاللا
ولیگاللا (به لاتین: Weligalla) یک منطقه ی مسکونی در سری‌لانکا است که در استان مرکزی (سری‌لانکا) واقع شده‌است.